# Османов, Фуад Таджеддин оглы
Османов Фуад Таджеддин оглы (род. 1964) — азербайджанский актёр, Народный артист Азербайджана (2021).

## Биография
Фуад Таджеддин оглы Османов родился в 1964 году. В 1990 году он окончил факультет драматического и киноактёрского искусства Азербайджанского государственного института искусств. С 1990 года работает актёром в Русском драматическом театре имени С. Вургуна. За годы своей карьеры на театральной сцене он исполнил более 40 ролей.

### Некоторые из его известных ролей включают
- Федя в «Приятная женщина» (Э. Радзинский)
- Хан в «Ленкоранский хан» (М. Ф. Ахундов)
- Сократ в «Тайна Чингисхана» (М. Шаханов)
- Кромвель в «Королевские игры» (Г. Горин)
- Халил в «Чудеса на почте» (Эльчин)
- Сэр Тоби Бельч в «Двенадцатая ночь» (У. Шекспир)
- Василий в «Конкурс» (А. Галин)
- Даллас в «Театр» (М. Фрейн)
- Филипп Дебни в «Еще один Джексон» (Х. Бергер)
- Эдгар в «Король Лир» (У. Шекспир)

## Награды
- Заслуженный артист Азербайджанской Республики[1] (2008) — за заслуги в развитии азербайджанского театрального искусства.
- Премия президента Азербайджана (9 мая 2012 года, 30 апреля 2014 года[2], 6 мая 2015 года[3], 6 мая 2016 года[4], 1 мая 2017 года[5], 9 мая 2018 года[6], 7 мая 2020 года[7], 7 мая 2021 года[8], 10 мая 2022 года[9], 6 мая 2023 года[10], 9 мая 2024 года[11]).
- Народный артист Азербайджанской Республики[12] (17 марта 2021 года).

## Фильмография
- Бехрам Гур (2015) — короткометражный художественный фильм
- Белая жизнь (2003)
- Однажды на Кавказе (2007)
- Остановка (2009)
- Мошенники (2014)
- Сезон Скорпиона (2022) — телесериал
- Судьба правителя (2008)
- Стамбульский отдых (2007)
- Кавказ (2007)
- Тревога (1998)
- Где адвокат? (2011)
- Проверка (2006)